# Марш кашубский
Марш кашубский — популярная кашубская патриотическая песня.

## Создатели
Автор — Иероним Дердовский.

## История
Иероним Дердовский поместил её в своей поэме «Ò panu Czorlińsczim co do Pucka pò secë jachôł» (вышла в Торуни в 1880).
В 1921 году Феликс Нововейский адаптировал текст к мелодии, близкой к «Мазурке Домбровского».
Долгое время «Марш кашубский» был у кашубов неофициальным гимном. Теперь он считается спорным (в том числе из-за сильной ориентации на Польшу и католицизм) и все больше вытесняется песней «Zemia rodnô».